# Refuznik (URSS)
Cette page contient des caractères spéciaux ou non latins. S’ils s’affichent mal (▯, ?, etc.), consultez la page d’aide Unicode.
Pour les articles homonymes, voir Refuznik.

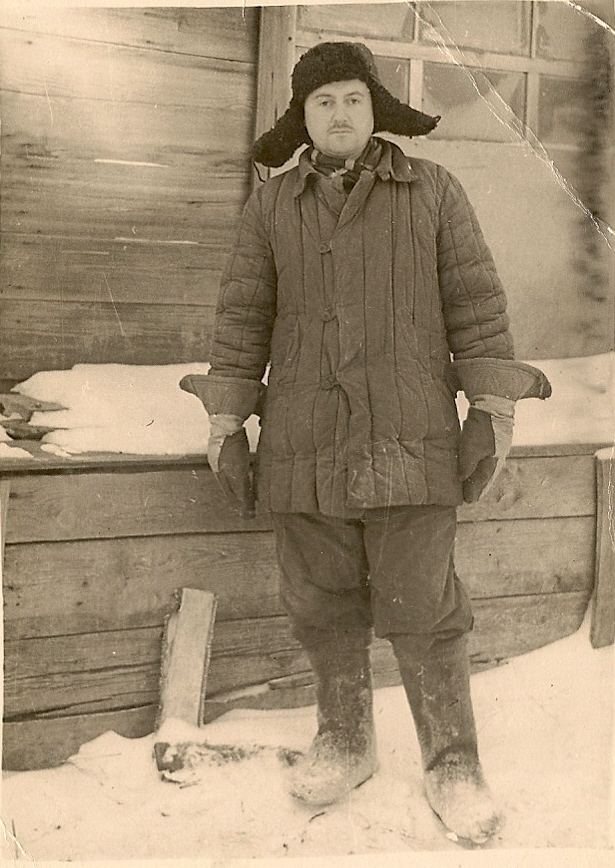
Joseph Schneider (1927-2006), rescapé de la Shoah, vétéran de l'Armée rouge, photographe du monde juif de Lettonie, refuznik « prisonnier de Zion » dans un goulag en Mordovie où il est exilé de 1957 à 1961, après avoir déposé 16 demandes rejetées d'immigration, enseigné le judaïsme, soutenu le sionisme, avoir formé des Juifs à l'autodéfense, avoir été persécuté et torturé, 1960.

Refuznik (hébreu : מסורבים, me-su-rav-im), ou otkaznik (russe : « отказник », de « отказ », refus, rejet), était le terme officieux désignant les personnes à qui le visa d'émigration était refusé par les autorités de l'Union soviétique, principalement (mais pas uniquement) des Juifs soviétiques.
Le terme « refuznik » est entré dans la langue pour désigner une personne qui refuse de faire quelque chose, notamment en signe de protestation.

## Pratique

### Période
Dans les années 1960, un coup de frein est donné face au nombre croissant de Juifs soviétiques qui demandent des visas pour quitter l'Union soviétique, en particulier dans la période qui suit la guerre des Six Jours de 1967 où ces demandes de visas se multiplient. Certains refuzniks doivent alors languir des années voire des décennies pour l'obtention de leur visa.
Durant le temps de la Guerre froide, de fortes condamnations internationales amènent les autorités soviétiques à augmenter considérablement le quota d'émigration. Dans les années 1960 à 1970, 41 000 personnes émigrent (légalement) d'URSS. Au cours de la décennie suivante, 347 100 personnes reçoivent un visa pour quitter l'URSS, dont 245 951 sont des Juifs, puis le nombre retombe à partir de 1980.
Dans les années 1980, la politique de glasnost et de perestroïka de l'URSS, de même que le désir d'améliorer les relations avec l'Occident, donnent lieu à des changements importants où la plupart des refuzniks sont alors autorisés à émigrer. Au tout début des années 1990, la dislocation de l'Union soviétique leur laisse la liberté d'émigrer en masse. La majorité d'entre eux se rendent aux États-Unis ou en Israël pour effectuer leur alyah.

### Personnes concernées
Les refuzniks concernent principalement les Juifs soviétiques mais englobent des catégories plus larges de personnes et d'autres ethnies telles que :
- des Allemands de la Volga tentant de partir pour l'Allemagne ;
- des Arméniens qui ayant cru trouver en Arménie soviétique un foyer national voulaient retourner vivre librement en diaspora ;
- des Grecs expulsés de force de Crimée et d'autres terres du sud vers la Sibérie par Staline ;
- d'autres membres de groupes religieux persécutés en URSS, tels que l'Église gréco-catholique ukrainienne, des catholiques romains, des baptistes et d'autres groupes protestants ou évangéliques, des mennonites russes ou des témoins de Jéhovah .

## Histoire

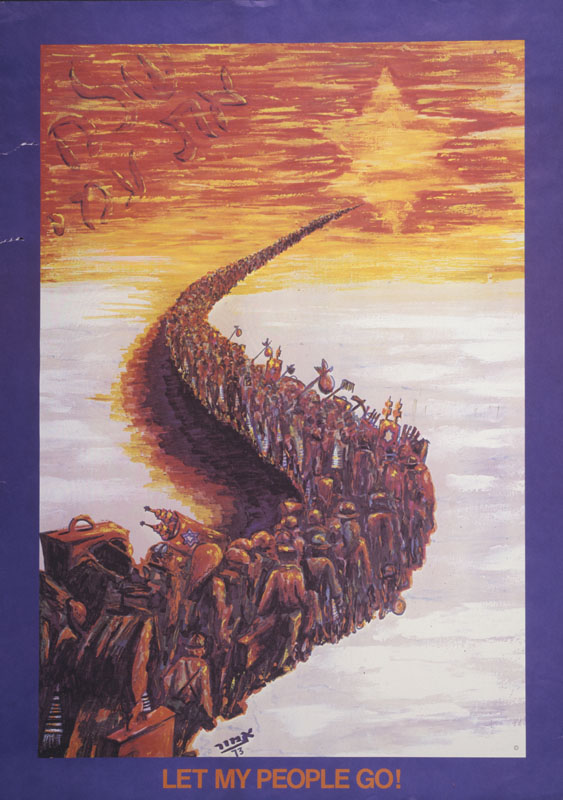
Peinture illustrant la volonté d'exil des Juifs soviétiques vers Israël (1973) : Let my people go !.

Des Juifs soviétiques qui réclamaient des visas d'émigration pour quitter l'Union soviétique, certains furent autorisés à partir mais beaucoup essuyèrent des refus, soit instantanément, soit par le biais d'une attente interminable de traitement de leur dossier par l'OVIR, le département du ministère de l'Intérieur responsable de la délivrance des visas de sortie. Dans de nombreux cas, l'excuse donnée pour un refus était que la personne avait eu accès à un moment ou à un autre de sa carrière à une information vitale pour la sécurité nationale de l'Union soviétique et qu'elle ne pouvait donc pas pour le moment être autorisée à quitter le pays.
Pendant la Guerre froide, les Juifs soviétiques sont confrontés à un antisémitisme systématique et institutionnel ; certains secteurs du gouvernement leur sont presque entièrement interdits, . Ils étaient considérés comme un risque au niveau sécuritaire ou comme des traîtres potentiels. Certains étaient arrêtés, ou punis par d'autres voies, pour avoir osé exprimer le désir de quitter le pays pour l'Ouest, ce qui était ipso facto considéré comme une confirmation des soupçons quant à leur manque de loyauté. Pour introduire une demande de visa, la famille entière était obligée d'abandonner son emploi, ce qui rendait ses membres susceptibles d'être inculpés de « parasitisme social (en) », une infraction pénale.
L'un des fondateurs en 1976 du mouvement refuznik, et son porte-parole, était Natan Sharansky. Masha Slepak (née Mariya Rashkovskaya) et son époux Vladimir Slepak (en) sont également des figures importantes de la résistance des Refuzniks en URSS et ils ont attendu 17 ans leurs visas, tout en combattant,,.
Dès qu'un Soviétique demandait à quitter la Russie, il était licencié et parce que le gouvernement était le seul employeur dans la société communiste, il lui devenait impossible de trouver un autre travail. « De nombreux Juifs à travers le monde ont envoyé de l'argent aux refuzniks, dont un pourcentage important a été confisqué par le gouvernement ». « Bien que de nombreux refuzniks aient été très instruits, ils devaient souvent accepter n'importe quel travail qui leur était proposé (par exemple, nettoyer les rues la nuit) pour éviter d'être arrêtés comme « parasites » (une classification soviétique),. Des Juifs pouvaient être licenciés de leur travail lorsqu'ils demandaient à vivre en Israël, puis harcelés constamment, leur logement perquisitionné, soumis à de longs interrogatoires ou condamnés pour ne pas avoir travaillé et exilés en Sibérie. La demande de visa de sortie était une étape enregistrée par le KGB, de sorte que les perspectives de carrière future, toujours incertaines pour les Juifs soviétiques, pouvaient être compromises.
Une autre ruse soviétique consistait à accorder un visa d'émigration à un Juif soviétique marié avec enfants mais pas à sa famille. Ceux qui étaient autorisés à émigrer devaient payer une taxe proportionnelle à leur niveau d'études, généralement élevé parmi les Juifs.

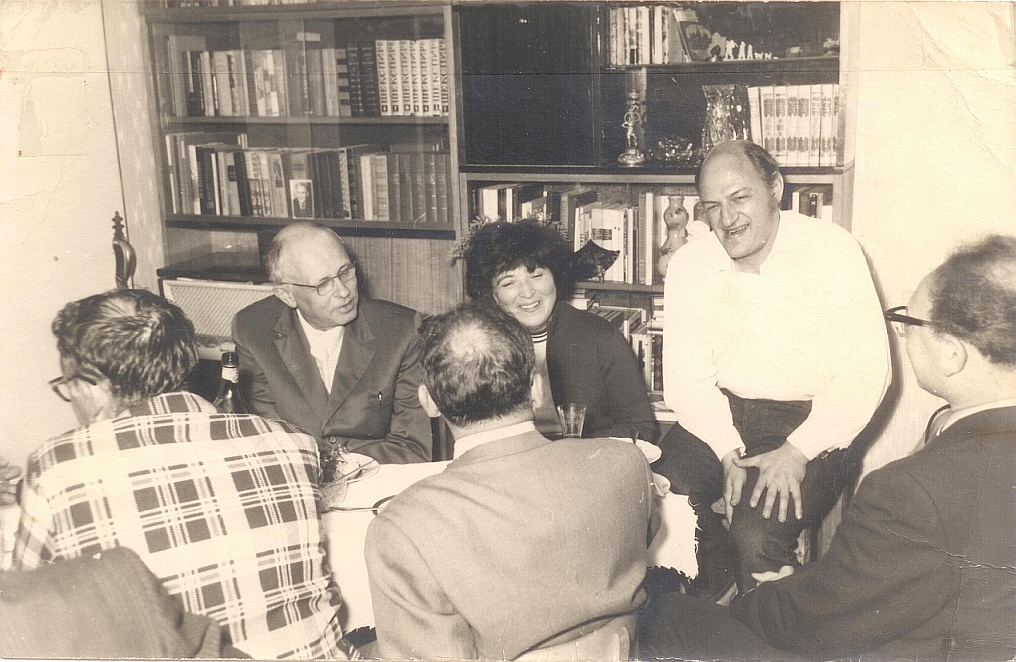
Des refuzniks dont Edward N. Trifonov, et Andrei Sakharov, avant 1976.

Aussi bien les juifs ultra-orthodoxes souhaitaient émigrer pour des raisons religieuses que des Juifs relativement laïcs désirant échapper à l'antisémitisme latent suscité par les autorités soviétiques. De même, d'autres catégories de personnes non-juives, appartenant à d'autres Églises, désiraient (en vain) quitter l'URSS pour échapper aux persécutions ou pour chercher une vie meilleure.

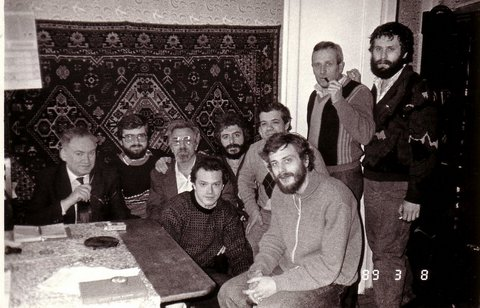
Membres de la Mashka : Leonid Stonov, Valery Engel, Yuli Kosharovsky, Alexander Smukler, Roman Spektor, Michael Chlenov, Benny Lidsky, Yuri Semenovsky, à Moscou, 1989.

Les refuzniks bénéficièrent d'un soutien international de la part de citoyens de pays occidentaux dans le cadre de la Guerre froide : par exemple en France, avec la création en octobre 1971 du comité de soutien des juifs d'URSS, et aux États-Unis dans les années 1960 à 1980,. Les organisations juives concentraient d'énormes efforts sur la sécurisation de l'émigration des refuzniks. Il était devenu courant pour les communautés juives et les écoles juives à travers les États-Unis et l'Europe d'« adopter » des familles refuzniks, souvent en leur écrivant et en leur téléphonant. Lors de nombreuses célébrations de Bar et de Bat Mitzvah, un jeune juif américain « se jumelait » avec un enfant atteignant l'âge de la Bar ou de la Bat Mitzvah en Russie.
Dans les années 1980, le petit groupe secret russe Mashka composé de huit personnes est créé : il coordonne les efforts pour prendre soin des « prisonniers de Sion »,, soutenir les familles des prisonniers et enseigner l'hébreu,,.
Quand Iouri Andropov accède au pouvoir, il poursuit la lutte du KGB contre le sionisme, les Juifs soviétiques et lesdits refuzniks auxquels il réserve souvent un traitement de « dissidents » avec déportation ou internement, et contre la communauté juive mondiale.

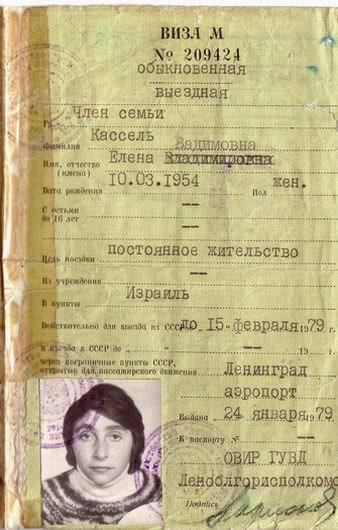
Visa de sortie de l'URSS de type 2, délivré à ceux qui recevaient l'autorisation de quitter l'URSS de façon permanente en perdant leur citoyenneté soviétique.

L'arrivée au pouvoir de Mikhaïl Gorbatchev en Union soviétique au milieu des années 1980 et sa politique de glasnost et de perestroïka, de même que le désir d'entretenir de meilleures relations avec l'Ouest, amenèrent des changements considérables. La plupart des refuzniks sont alors autorisés à émigrer. Avec l'écroulement de l'Union soviétique à la fin de la décennie, le terme otkaznik passa au registre de l'histoire. Cependant, en mars 1989, une quarantaine de Juives soviétiques de plusieurs villes russes jeûnent pendant plusieurs jours pour attirer l'attention sur environ 80 000 refuzniks encore présents et les innombrables autres qui n'ont même pas postulé, craignant des répercussions.
Un refuznik, Benjamin Bogomolny, est entré dans le Livre Guinness des records comme « le plus patient » pour avoir attendu vingt ans et demi pour obtenir l'autorisation de quitter la Russie (1966-1986 - de ses vingt à quarante ans).
Le calvaire des refuzniks a été l'un des thèmes de l'humour juif : une anekdot affirme que le joailler Max Leibovitch, oui, celui des jolies alliances dans la toute petite boutique, attendit pendant des décennies un visa d'émigration pour aller vivre auprès de sa famille à Jérusalem. L'URSS vacillant, enfin on le lui accorda. À l'aéroport de Moscou, les douaniers s'étonnèrent de trouver dans sa valise un petit buste de Lénine en bronze : -« C'est quoi, ça ? » Max : - « En voilà une façon de parler du fondateur de l'URSS ! J'emporte dans ma famille ce souvenir du pays grâce auquel j'ai pu faire des études, échapper aux nazis et avoir du travail ! ». Les douaniers le laissèrent passer. Il débarqua ensuite à l'aéroport de Tel-Aviv où les douaniers s'étonnèrent à nouveau : - « Lénine, ici ? pourquoi ? » Max : - « Il fera le cochonnet pour jouer aux boules, pour me rappeler les années de Goulag de mon pauvre père et la vie de chicanes et de privations que j'ai eue en URSS ! ». Les douaniers le laissèrent passer et il arriva dans sa famille où les petits enfants lui demandèrent : - « Qui c'est, ce monsieur ? » Max : - « Qui c'est ? aucune importance ! Ce qui compte, c'est ce que c'est : un kilo d'or pur recouvert de bronze ! ».

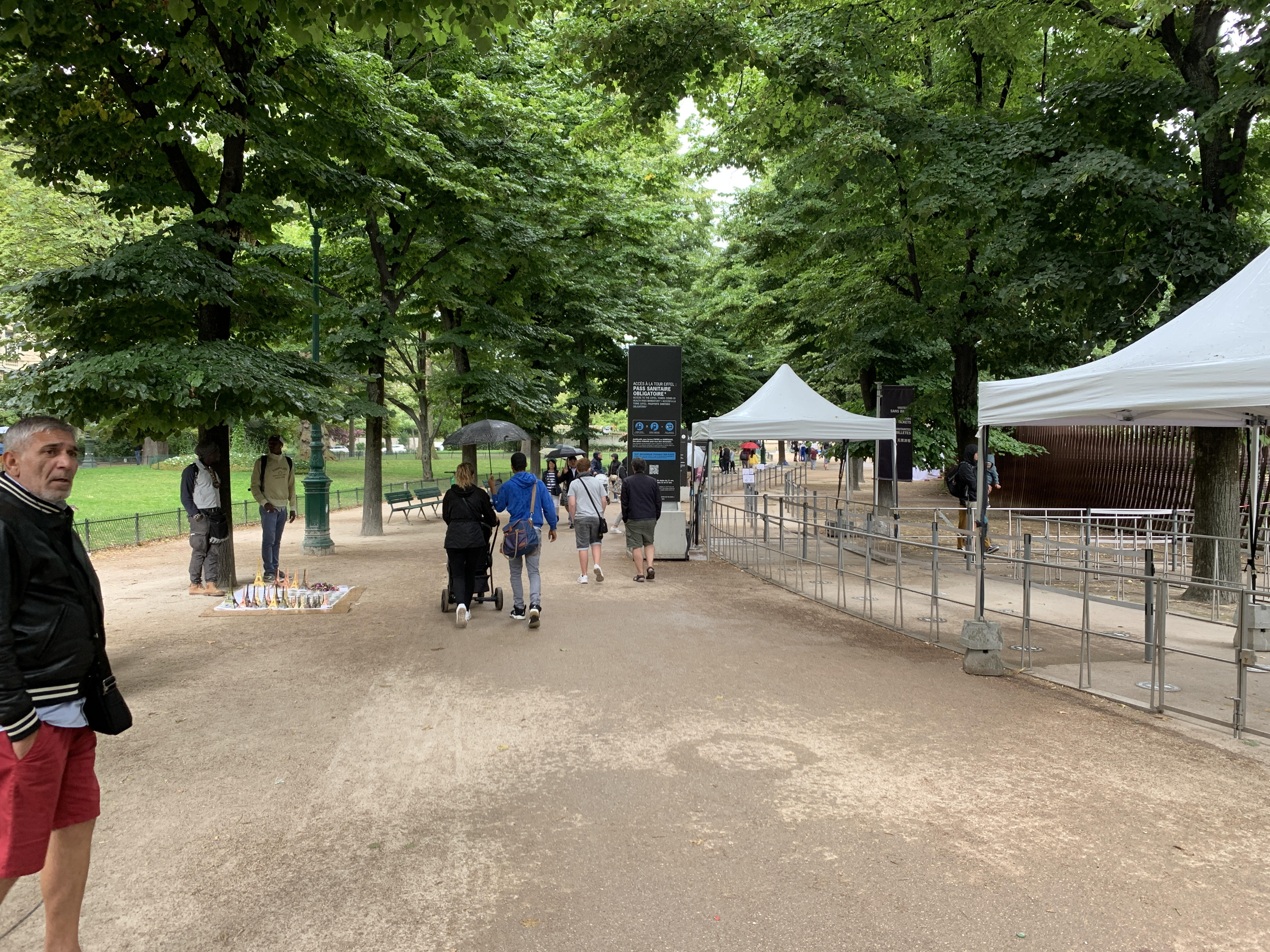
Allée des Refuzniks à Paris.

Le terme « refuznik » a été remis à la mode en Israël une dizaine d'années plus tard pour désigner des Israéliens refusant d'accomplir leur service militaire ou des soldats refusant de servir en Cisjordanie.
Plusieurs voies publiques commémorent ces Refuzniks : à Paris où une allée des Refuzniks est inaugurée en 1986 pour honorer les refuzniks de l’URSS, à Créteil ainsi qu'à Sarcelles.